# 4 novembre
Il 4 novembre è il 308º giorno del calendario gregoriano (il 309º negli anni bisestili). Mancano 57 giorni alla fine dell'anno.

## Eventi

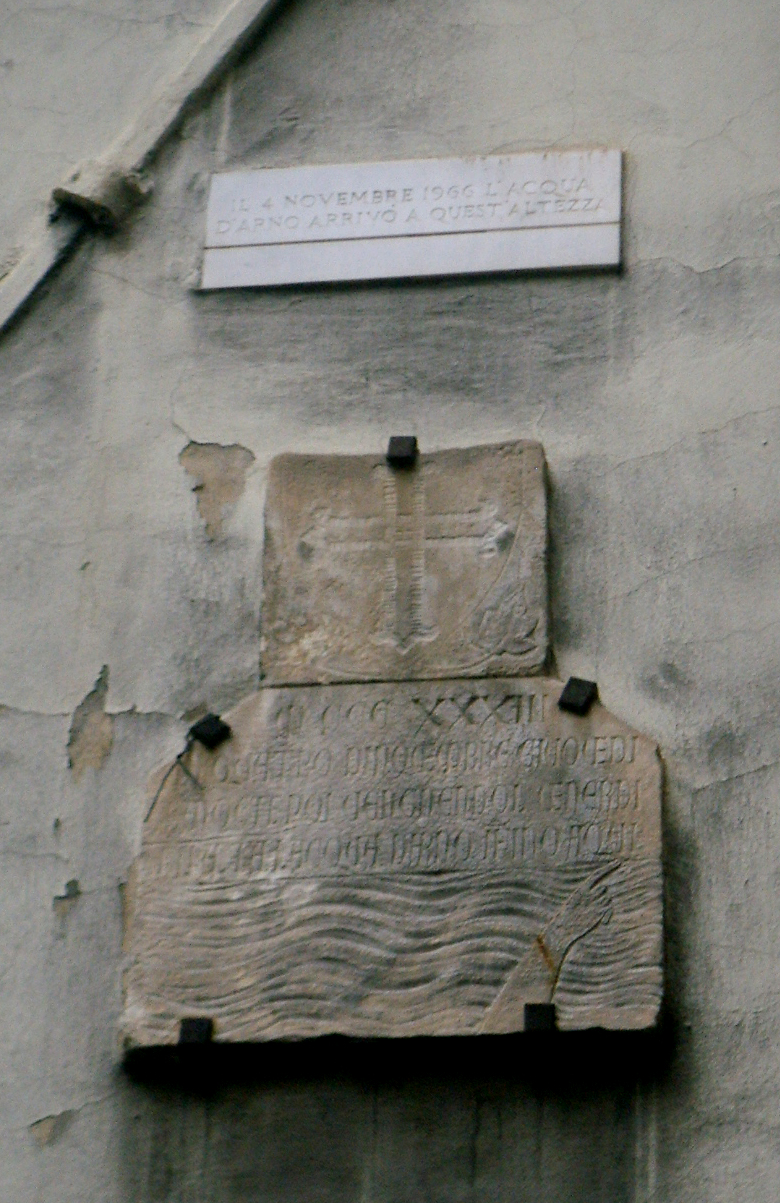
4 novembre 1333 e 1966: due targhe che ricordano l'altezza raggiunta dall'acqua dell'Arno durante le alluvioni di Firenze; le targhe sono a circa quattro metri d'altezza

- 1184 - Papa Lucio III promulga la decretale Ad abolendam sulla repressione delle eresie
- 1493 - Cristoforo Colombo salpa per il suo secondo viaggio e raggiunge Porto Rico
- 1576 - Guerra degli ottant'anni: in Belgio, la Spagna conquista Anversa (dopo tre giorni la città sarà quasi distrutta)
- 1737 - Inaugurazione del Teatro San Carlo di Napoli con la rappresentazione dell'Achille in Sciro di Domenico Sarro, su libretto di Metastasio
- 1780 - Nel distretto coloniale spagnolo del Vicereame del Perù, Túpac Amaru II guida un'insurrezione dei contadini aymara, quechua e meticci in segno di protesta contro le riforme borboniche.
- 1783 - Linz: Wolfgang Amadeus Mozart esegue la Sinfonia n. 36 per la prima volta
- 1812 – Posa della prima pietra dell'Osservatorio astronomico di Capodimonte attuata da Carolina Bonaparte
- 1824 – Sofia di Baviera sposa a Vienna l'arciduca Francesco Carlo d'Asburgo Lorena.
- 1840 - William Hobson dichiara la Nuova Zelanda colonia indipendente dal Nuovo Galles del Sud.
- 1852 - Nel Regno di Sardegna, Camillo Benso, conte di Cavour diventa capo del suo primo governo.
- 1861 - L'Università del Washington apre a Seattle col nome di Territorial University.
- 1864 - Guerra di secessione americana: battaglia di Johnsonville - le truppe confederate bombardano una base di rifornimento dell'Unione, distruggendo milioni di dollari di materiale.
- 1869 - Pubblicazione del primo numero della rivista scientifica Nature
- 1879 - Viene brevettato in Ohio il primo prototipo di registratore di cassa.
- 1884 - Il candidato democratico Grover Cleveland sconfigge il repubblicano James G. Blaine e diviene presidente degli Stati Uniti.
- 1889 - Menelek di Shoa ottiene la lealtà di una larga maggioranza della nobiltà etiope, spianando la strada alla sua incoronazione come imperatore.
- 1918 - Prima guerra mondiale: il Bollettino della Vittoria annuncia che l'Impero austro-ungarico si arrende all'Italia, in base all'armistizio firmato a Villa Giusti, nei pressi di Padova. Con il successivo Trattato di Saint-Germain-en-Laye (1919), l'Italia completa l'unità nazionale con l'annessione di Trento e Trieste. Per tale motivo, il 4 novembre in Italia è festeggiato come Giorno dell'Unità nazionale.
- 1921
  - Le Sturmabteilung (o SA) vengono formate ufficialmente da Adolf Hitler.
  - La salma del Milite Ignoto viene inumata nell'Altare della Patria del Vittoriano di Roma.
- 1922 - In Egitto, l'archeologo britannico Howard Carter e i suoi compagni, trovano l'ingresso della tomba di Tutankhamon, nella Valle dei Re.
- 1924 - Nellie Tayloe Ross del Wyoming diviene la prima donna eletta alla carica di governatore negli Stati Uniti.
- 1925 - Un attentato alla vita del dittatore Benito Mussolini, ideato da Tito Zaniboni, è sventato dall'OVRA.
- 1939 - Seconda guerra mondiale: il presidente statunitense Franklin D. Roosevelt ordina alle dogane statunitensi di applicare il Neutrality Act del 1939, permettendo l'acquisto in contanti di armi da parte dei belligeranti.
- 1942 - Seconda guerra mondiale: seconda battaglia di El Alamein; disobbedendo ad un ordine diretto di Adolf Hitler, Erwin Rommel guida le sue forze in una ritirata che durerà per cinque mesi.
- 1946 - Entra in vigore la costituzione dell'UNESCO.
- 1948 - Thomas Stearns Eliot vince il premio Nobel per la letteratura.
- 1952 - Il candidato repubblicano Dwight D. Eisenhower sconfigge il democratico Adlai Stevenson e diventa presidente degli Stati Uniti.
- 1956 - Truppe sovietiche invadono l'Ungheria per schiacciare la rivoluzione ungherese che era iniziata il 23 ottobre. Migliaia di persone vengono uccise, molte altre ferite, e un quarto di milione di persone lasciano il paese.
- 1960 - Iniziano le riprese de Gli spostati, con Marilyn Monroe e Clark Gable (per entrambi sarà l'ultimo film).
- 1961 - Iniziano le trasmissioni del Secondo Programma (l'attuale Rai 2).
- 1966
  - La piena dell'Arno raggiunge Firenze passando alla storia come l'Alluvione di Firenze. Lo stesso giorno saranno alluvionate anche Grosseto e Pontedera.
  - Venezia viene devastata dalla disastrosa acqua alta che arrivando a quasi due metri (194 cm) sopra il livello medio di marea sommerse la città e tutte le isole della laguna. L'intero nord-est dell'Italia viene colpito da una delle più grandi alluvioni mai verificatesi nell'Europa meridionale.
- 1968 - Si aprono in Israele i III Giochi paralimpici estivi.
- 1970 - Guerra del Vietnam: vietnamizzazione. Gli Stati Uniti cedono il controllo della base aerea nel Delta del Mekong ai sudvietnamiti.
- 1979 - Inizia la Crisi degli ostaggi in Iran: radicali iraniani, in gran parte studenti, invadono l'ambasciata degli Stati Uniti a Teheran e prendono 90 ostaggi (63 dei quali sono cittadini statunitensi).
- 1980 - Il candidato repubblicano Ronald Reagan sconfigge il democratico Jimmy Carter e diventa presidente degli Stati Uniti.
- 1993
  - La Bolivia diventa membro della Convenzione di Berna per la protezione delle opere letterarie e artistiche.
  - Jean Chrétien diventa primo ministro del Canada.
- 1995 - Dopo aver partecipato ad una manifestazione per la pace nella Piazza dei re di Tel Aviv, il primo ministro israeliano Yitzhak Rabin viene ferito a morte da un estremista di destra israeliano.
- 2001 - Viene costituito il Police Service of Northern Ireland.
- 2003 - Viene osservato il più potente flare solare mai registrato.
- 2004
  - Corea, a Daejeon si apre la VI Roboolimpiade
  - Yasser Arafat, 75 anni, viene dichiarato clinicamente morto dai medici dell'ospedale militare di Parigi dove era ricoverato: è entrato in coma di quarto livello. Durante la giornata la televisione israeliana aveva annunciato la morte del leader, ma la notizia venne però subito smentita e si è parlato di morte cerebrale, notizia confermata dal premier lussemburghese Jean-Claude Juncker, anche se i medici francesi che curavano Arafat hanno dichiarato che il leader era ancora vivo.
- 2005 – Esce nelle sale cinematografiche statunitensi il film Chicken Little - Amici per le penne, 46º Classico Disney; è il primo film animato Disney a essere realizzato interamente in CGI, dopo l'episodio de Lo schiaccianoci in Fantasia 2000 del 1999 e l'ibrido fra CGI e riprese dal vivo Dinosauri del 2000
- 2008 - Stati Uniti d'America, elezioni presidenziali: vince il candidato democratico Barack Obama (rimarrà al governo per 8 anni), contro quello repubblicano John McCain, diventando il primo presidente USA afroamericano.
- 2011 - Un'alluvione devasta Genova: i torrenti Fereggiano e Bisagno esondano, si raggiunge la piena dei torrenti Sturla e Scrivia. Avviene con la stessa potenza di quella del 1970, causando sei morti, tra i quartieri colpiti si segnalano Quezzi, Marassi, Foce, Brignole, San Fruttuoso e Sturla, oltre che alcuni vicini comuni.

## Nati
Ci sono circa 1 100 voci su persone nate il 4 novembre; vedi la pagina Nati il 4 novembre per un elenco descrittivo o la categoria Nati il 4 novembre per un indice alfabetico.

## Morti
Ci sono circa 490 voci su persone morte il 4 novembre; vedi la pagina Morti il 4 novembre per un elenco descrittivo o la categoria Morti il 4 novembre per un indice alfabetico.

## Feste e ricorrenze

### Civili
Nazionali:
- Italia - celebrazione della vittoria e della fine della prima guerra mondiale (1918), Giorno dell'Unità nazionale e commemorazione del Milite Ignoto

### Religiose
Cristianesimo:
- San Carlo Borromeo, vescovo
- Sant'Amanzio di Rodez, vescovo
- San Chiaro, martire
- San Chiaro di Rouen, eremita
- Sant'Emerico d'Ungheria
- San Felice di Valois, cofondatore dell'Ordine della Santissima Trinità
- San Gregorio da Cerchiara, abate
- Santa Modesta di Treviri, vergine
- Santi Nicandro ed Ermete, martiri di Mira
- San Perpetuo di Maastricht, vescovo
- San Pierio, sacerdote
- Santi Vitale e Agricola, protomartiri di Bologna
- Beata Elena Enselmini, monaca
- Beata Francesca d'Amboise, fondatrice delle Monache carmelitane
- Beata Teresa Manganiello, terziaria francescana, fondatrice delle Suore francescane immacolatine

Bahá'í:
- Festa di Qudrat (Potere) - Primo giorno del 13º mese del calendario Bahá'í